# Przejście graniczne Jakuszyce-Harrachov
Przejście graniczne Jakuszyce-Harrachov – polsko-czeskie drogowe przejście graniczne położone w województwie dolnośląskim, w powiecie karkonoskim, w mieście Szklarska Poręba, w dzielnicy Jakuszyce, zlikwidowane w 2007.

## Opis
Przejście graniczne Jakuszyce-Harrachov z miejscem odprawy granicznej po stronie czeskiej w miejscowości Harrachov czynne było całą dobę. Dopuszczony był ruch pieszych, rowerzystów, motocykli, samochodów osobowych, autokarów, samochodów ciężarowych i mały ruch graniczny. Kontrolę graniczną osób, towarów oraz środków transportu kolejno wykonywały: Graniczna Placówka Kontrolna Straży Granicznej w Jakuszycach (GPK SG w Jakuszycach) i Placówka Straży Granicznej w Jakuszycach.
Do przejścia granicznego po stronie polskiej, można było dojechać drogą krajową nr 3, a od strony czeskiej, drogą krajową nr 10.
21 grudnia 2007 na mocy układu z Schengen przejście graniczne zostało zlikwidowane.

### Przejścia graniczne z Czechosłowacją
W okresie istnienia Czechosłowackiej Republiki Socjalistycznej funkcjonowały w tym miejscu polsko-czechosłowackie przejścia graniczne:
- małego ruchu granicznego Jakuszyce-Harrachov – II kategorii. Zostało utworzone 13 kwietnia 1960[3]. Dopuszczony był ruch osób i środków transportu na podstawie przepustek w związku z użytkowaniem gruntów. Otwierane było po wzajemnym uzgodnieniu umawiających się stron[4]. Kontrolę graniczną i celną osób, towarów i środków transportu wykonywały organy Wojsk Ochrony Pogranicza[5].
- Jakuszyce – drogowe (lata 60. XX w). Dopuszczony był ruch osobowy turystyczny. Czynne w godz. 8.00–19.00 w okresie letnim (maj–październik) i w godz. 8.00–16.00 w okresie zimowym (listopad–kwiecień)[6]. 18 września 1964 roku rozszerzono o ruch towarowy[7].
- Jakuszyce – drogowe. Czynne było codziennie przez całą dobę. Dopuszczony był ruch osobowy, towarowy[8] i od 28 grudnia 1985 mały ruch graniczny I kategorii[9][10]. Kontrolę graniczną osób, towarów oraz środków transportu wykonywała Graniczna Placówka Kontrolna Jakuszyce (GPK Jakuszyce). Polska odprawa graniczna odbywała się po polskiej, a dopiero kilkanaście metrów niżej była czechosłowacka. Budowę wspólnego przejścia rozpoczęto dopiero w latach 70., a ukończono na początku lat 80. Budynek był bardzo ciekawy architektonicznie, gdyż część polska i czechosłowacka była odbiciem lustrzanym[11].

Przejściowy Punk Kontrolny Jacobsthal (PPK Jacobsthal) powstał w 1945 jako Drogowy Przejściowy Punkt Kontrolny – III kategorii o etacie nr 8/12 . Obsada PPK składała się z 10 żołnierzy i 1 pracownik cywilny. Siedzibą PPK były baraki wykonane z drewna przez żołnierzy 3 batalionu por. Bogdana Gintera, usytuowane bezpośrednio przy linii granicznej przy drodze, z prawej strony prowadzącej do Czechosłowacji. W późniejszym czasie, już przez żołnierzy WOP mjr. Antoniego Dorożyńskiego, zostały bardziej rozbudowane, ale nadal z drewna. Rozformowany został jesienią 1946.

## Wydarzenia
- Lata 80. – późną jesienią ok. godz. 18 szyfrant otrzymał dalekopisem informację, że w Kamiennej Górze uprowadzono dwoje dzieci: dziewczynkę i chłopca. Jedno dziecko w wieku przedszkolnym, drugie ocierało się o pierwszą klasę szkoły podstawowej. Natychmiast kierownik zmiany poinformował kontrolerów o ww. zdarzeniu i wyczulił ich na zwracanie uwagi na pojazdy wyjeżdżające z Polski, szczególnie na miejsca gdzie można ukryć ludzi. Wiadomość ta nie była tajemnicą bo kierowca TIR-a korzystający z CB radia, zapytał kontrolerów czy wiedzą już o porwanych dzieciach. Kierownik zmiany poczynił dodatkowe ustalenia kontaktując się z GPK Lubawka, a następnie z dyżurnym tamtejszej milicji. Okazało się, że prawdopodobnie porwania dokonali rodzice jednego z rodziców (dziadkowie). O poczynionych ustaleniach zostali poinformowani przez kierownika zmiany kontrolerzy. Ok godz. 19–19.30 podjechał samochód na niemieckich numerach rejestracyjnych i zatrzymał się trochę za blisko czeskiej strefy kontrolowania, więc został poproszony o cofnięcie się kilka metrów. Podczas kontroli granicznej okazało się, że w pojeździe znajdował się mężczyzna i kobieta, która bardzo słabo władała językiem niemieckim i coś tu się nie zgadzało. Następnie kierownik zmiany zauważył, że na tylnym siedzeniu coś leżało i kierujący pojazdem po zapytaniu co wiozą, zaczął się nerwowo zachowywać. Podczas dalszej kontroli, kierowca wyciągnął z kurtki dwa paszporty niemieckie i oznajmił, że należą do wnuków którzy śpią. Wtedy kontrolujący byli już pewni, że są to porwane dzieci. Kierownik zmiany kazał je pokazać, wtedy kierowca odparł, że dzieci są zmęczone i śpią, a daleka jest droga przed nimi. Dzieci leżały pod kocykiem. Było widać, że zostały zabrane wprost z placu zabaw bądź z podwórka. Miały umorusane rączki i buciki... Dzieci po przebudzeniu opowiadały, że zostały zabrane spod domu przez dziadków z Estonii. Ale nie wiedziały dokąd jadą. Paszporty miały oryginalne. W tym czasie Estończycy mogli otrzymywać niemieckie obywatelstwo na podstawie swojego pochodzenia. Dziadkowie wyrobili więc takie paszporty wnukom. Po sporządzeniu dokumentacji, całą czwórkę zabrała milicja[15].
- Lata 90. – 1. połowa, został zatrzymany wielbłąd. Jechał z cyrkiem. Były nieścisłości w jego dokumentach, więc nie został wpuszczony do Polski. Musiał poczekać jeden dzień w Harrachovie na dopełnienie formalności [16].

Opis zdarzenia z lat służby przez kpt. Janusza Perza w latach 90. XX w.:
[...] W latach 90. wróciłem do Jakuszyc, byłem komendantem przejścia... W pamięci utkwił mi znakomicie wyszkolony Rosjanin. Było tak: zauważyliśmy ślady na śniegu w pobliżu przejścia. Urywały się obok samochodu czeskiej straży granicznej. Nikt nie wiedział, gdzie ten człowiek mógł się podziać... Okazało się, że on wczołgał się pod ten samochód, przeczołgał się pod nim, a potem wskoczył w zaspę i przykrył się śniegiem. I tam – w tej zaspie – go znalazłem... Sprytnie to wymyślił. Okazało się, że jest Rosjaninem, dezerterem ze specnazu. Dwa takie przypadki pamiętam.
Opis zdarzenia z lat służby przez Elżbietę Kłosowską około 1995:
[...] Pies do wykrywania narkotyków Hatus był bardzo dociekliwy. Gdy stała długa kolejka  samochodów, potrafił wszystkie obwąchać. Wskakiwał do bagażników, a raz chciał zjeść opony. Wyczuł coś w nich, okazało się, że pozostały w oponach woreczki. Pojechaliśmy specjalnie w nocy do wulkanizatora, by zdjąć opony, bo Hatus wszędzie czuł narkotyki. Nic jednak poza woreczkami nie znalazł w samochodzie. Gdy chłopcy odjechali już tym autem, on dalej szukał, tym razem w pobliżu miejsca, w którym stał samochód. I znalazł! Narkotyki zostały wyrzucone, leżały w śniegu.
- 1997 – została zatrzymana przez zmianę polską, Polka i Ukrainka, ponieważ miały fałszywe paszporty. Oficer dochodzeniowo–śledczy podczas przesłuchania zwrócił uwagę, że coś się nie zgadza. Miały fałszywe dokumenty ale podczas przesłuchania zaczęły obciążać strażników granicznych i mówić o wykorzystaniu seksualnym. W dokumentach otrzymanych z przejścia granicznego nie było o tym mowy. Pomimo że osoby były przesłuchiwane osobno, mówiły dokładnie to samo (Gdyby kłamały ich opowieści by się różniły). Ponieważ chodziło o poważne nadużycia sprawa została przekazana do prokuratury[19]. Kontrolerzy zostali zawieszeni w czynnościach służbowych i skazani karnie[20].

Opis zdarzenia z lat służby przez Bolesława Raduchowskiego w 1997:
[...] pamiętam kierowcę TIR-a po napadzie – skuli mu lewą rękę do kierownicy, ale prawej nie, dzięki temu mógł kierować i zmieniać biegi. Inny ciekawy przypadek to 60-letni Niemiec w passacie. Kręcił się podejrzanie, od razu było widać, że coś z nim nie tak. Kontrolujący kazał mu otworzyć bagażnik. W środku 5 osób: rodzina rumuńska, trójka dzieci. Okazał się, że zabrał ją z zakola drogi pomiędzy Jakuszycami a Harrachovem. Musieliśmy być skrupulatni i dokładnie sprawdzać wszystkich, bo jeśli przepuściliśmy kogoś, kogo nie wolno było wypuścić z Polski bądź wpuścić do niej, potem mogły nas spotkać nieprzyjemności. Tak jak z powodu busa z siedmiorgiem pasażerów, który wjechał na granicę nad ranem. Kontroler wziął paszporty, ale nie sprawdził ich. Czesi widząc, że my przepuściliśmy, już niczego ani nikogo w busie nie kontrolowali. Potem, w ciągu dnia, dzwonią do nas z granicy czesko-austriackiej: wiecie kogo przepuściliście? Siedem Rosjanek na lewych dokumentach!... Kiedy indziej naszego funkcjonariusza ścisłe przestrzeganie procedury uchroniło od pewnej śmierci. Wraz z kolegą zatrzymali w nocy Czecha, a że wydał im się podejrzany, kazali mu wyjść z samochodu, skuli go, a następnie przeszukali samochód. Znaleźli bardzo dużą kwotę pieniędzy. Na dodatek facet był uzbrojony. Miał pistolet. Okazało się, że dokonał głośnego napadu na kantor w Pradze. Gdyby go natychmiast nie obezwładnili, pewnie by do nich strzelał...
- 2001 – 13–13 stycznia, podczas konkursu skoków narciarskich w Harrachovie (w Polsce wybuchła Małyszomania). W pierwszy dzień zawodów z Polski odprawiono 26 tys. ludzi, a w drugi 22 tysiące (w normalny słoneczny weekend przejeżdżało przez Jakuszyce 7–9 tys. osób, a ruch rozłożony był na cały dzień). Zmiana nie otrzymała żadnego wzmocnienia. Policja miała jeden patrol samochodem Fiat 125p, który stał na stacji paliw Muellera. Kolejka sięgała leśniczówki w Jakuszycach. W następnych latach gdy Adam Małysz skakał w Harrachovie, kursowało wahadło autobusowe ze Szklarskiej Poręby, a obsada przejścia była wzmocniona. Odprawa była szybka, nikt się nie przeciskał bez kolejki. Dużej pomocy udzielała policja[22].

## Galeria

Przejście graniczne Jakuszyce-Harrachov
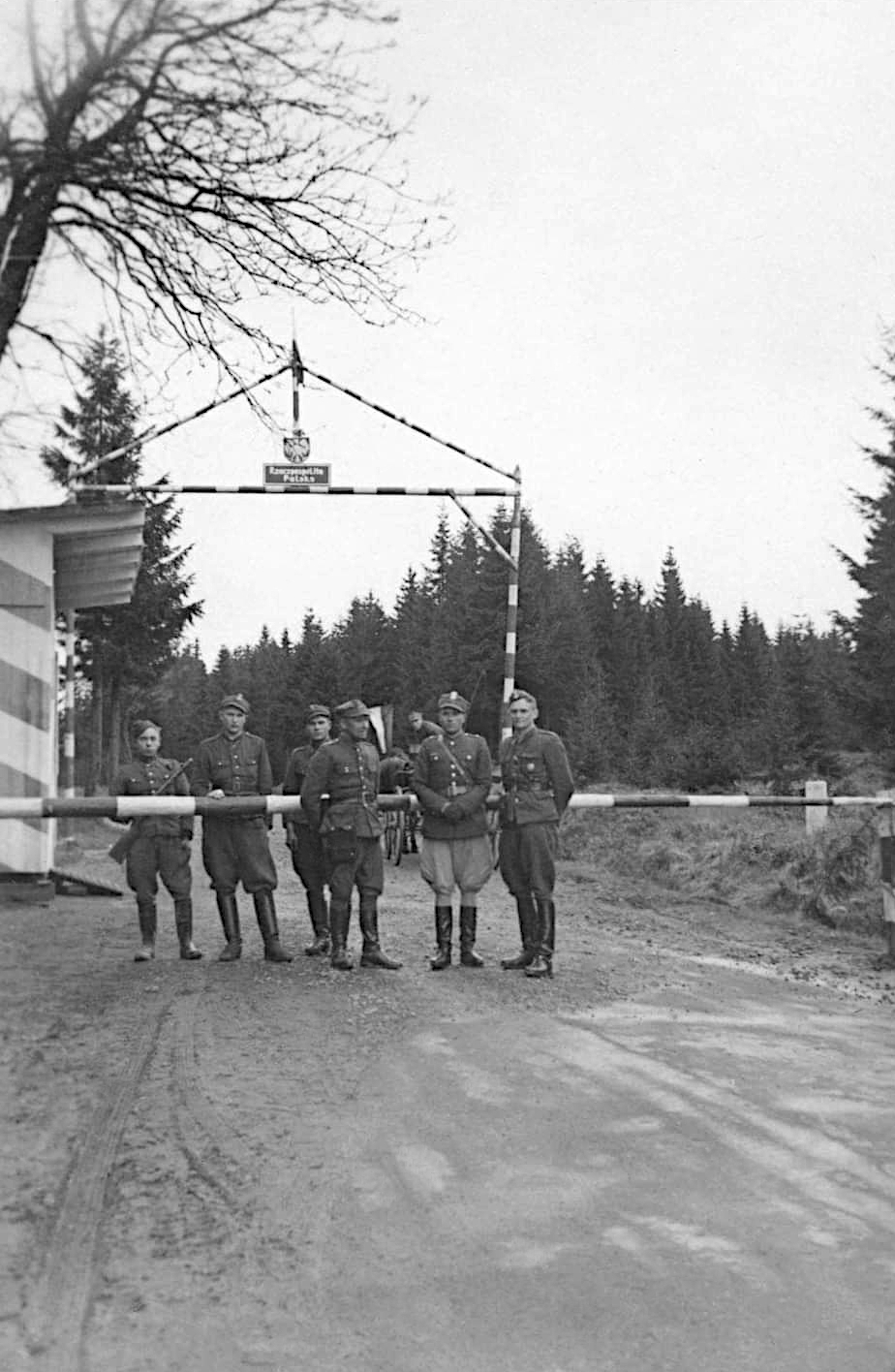
Przejściowy Punkt Kontrolny Jacobsthal – drogowy (1945–1946)
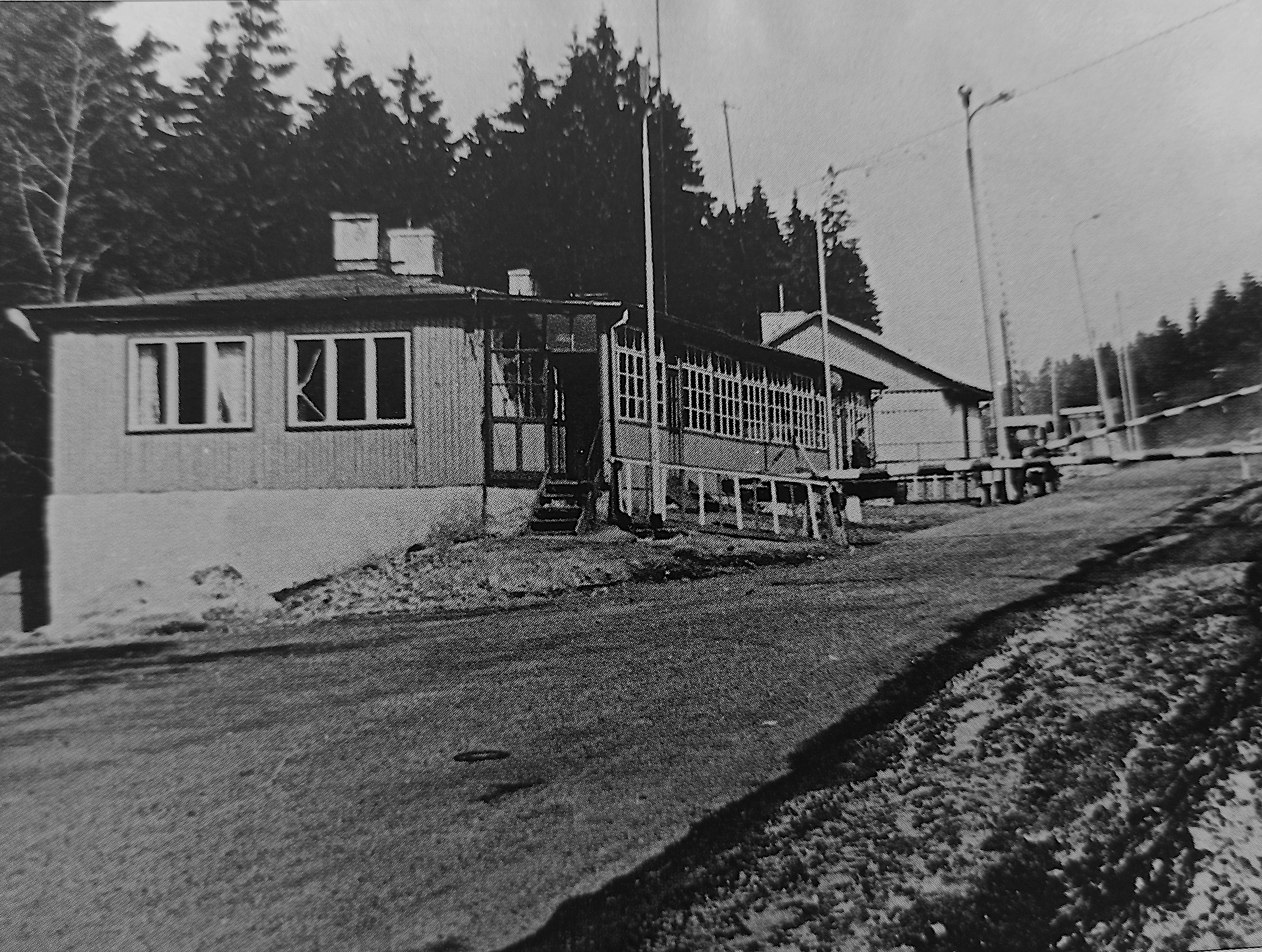
(1968)
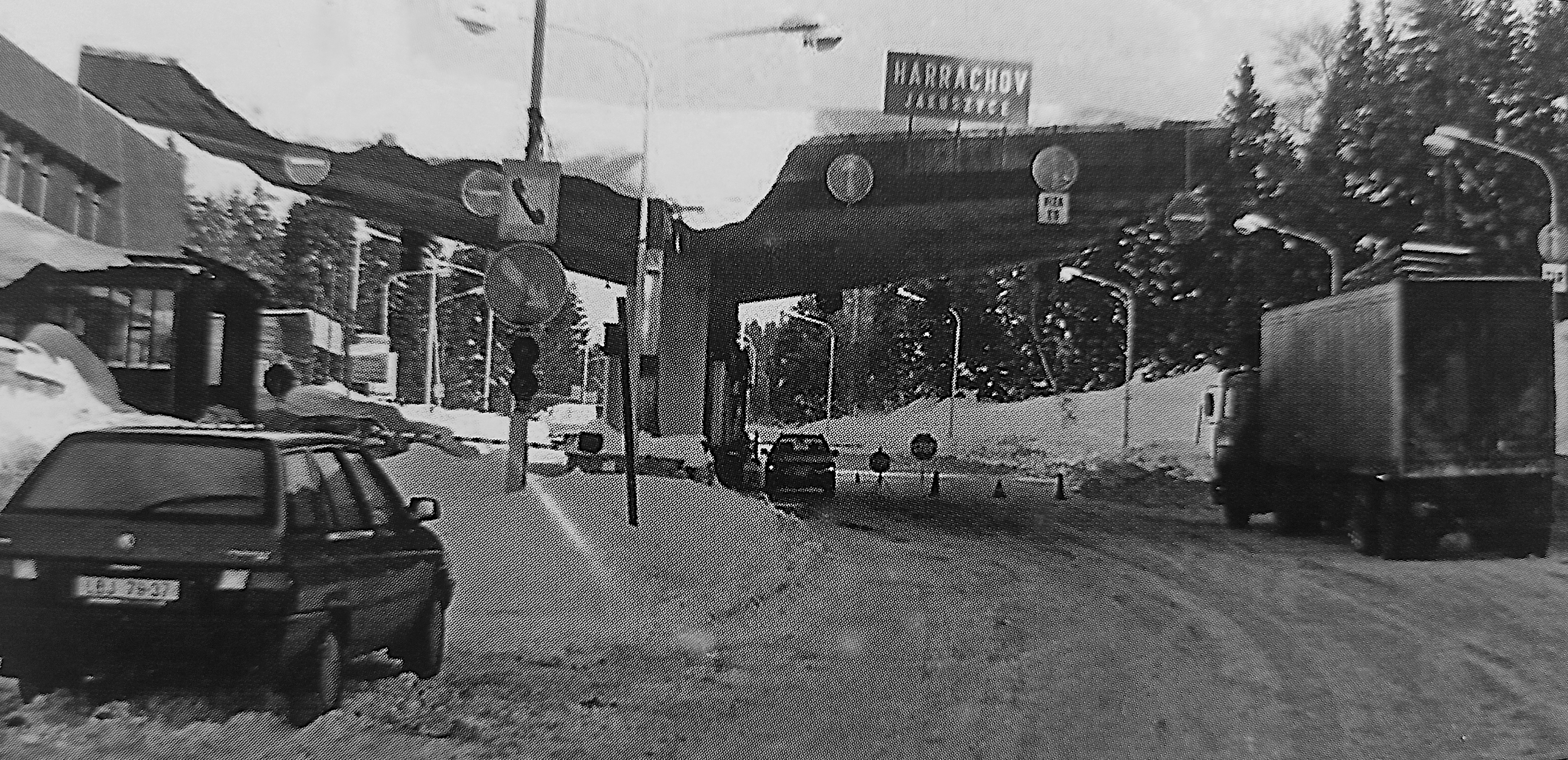
(1990)